# TV영화 러브스토리
《TV영화 러브스토리》는 1999년 12월 1일부터 2000년 1월 27일까지 방송되었던 SBS 수목 드라마였는데 잦은 줄거리 설정의 진부함 등의 이유 탓인지 12%대의 시청률로 기대 이하의 성적에 그쳤다.
한편, SBS는 《TV영화 러브스토리》에 앞서 《택시》를 편성할 예정이었으나 주연 배우들의 캐스팅이 무위로 그쳐 제작 자체가 무산되는 수모를 겪었다.

## 프로그램 소개
각 8화의 테마는 서로 다른 사람들의 다른 이야기들이지만, 전 테마의 내용에서 단순히 주변 인물로 등장했던 사람들이 그 다음 테마에서는 주인공이되어서 그들의 또 다른 이야기가 전개되는 식으로 묘하게 반항 얽혀있다.

### 제1화 해바라기
- 방송 기간 : 1999년 12월 1일 - 1999년 12월 2일
- 각본 : 송지나
- 연출 : 이강훈, 김종혁
- 출연 : 이병헌, 이승연, 김선아, 정유석
- 줄거리 : 63빌딩 지하 주차장 요금소에서 일하는 승희는 집에서 아버지의 가정폭력을 보고 자라온 탓에 남자의 접근을 허락하지 않는 성격이다. 어느날 저녁 집에 돌아온 그녀는 혼자사는 집 거실 한가운데 꽃다발이 놓여 있는 것을 보고 누군가 집에 침입했다는 사실에 소스라치게 놀란다. 한편, 같은 빌딩 일식당에서 일식조리사로 일하는 태성은 그녀에게 조금씩 접근을 시도하던 차에 어느날 자신이 정성스레 만든 일식 도시락을 그녀에게 주지만, 그녀는 그것을 되돌려 준다. 그런데, 그날 저녁 그녀의 집으로 괴이한 목소리의 한 남자가 전화를 해서 도시락을 받지 않는 것이 잘한 일이라고 말한다. 한낱 도시락 따위로 남자에게 마음을 주는 그런 싸구려 여자가 아닌것에 대한 감탄과 함께. 뿐만 아니라, 그는 비밀리에 승희의 집에 설치한 카메라로 그녀의 일거수 일투족을 보고 있는 것이 아닌가? 승희를 괴롭히는 스토커! 그는 누구일까? 스토킹이 지속되자 자신에게 지속적인 관심과 호의를 보이고 있는 태성에게 승희는 도움을 요청하기에 이른다. 과연, 태성은 자신을 희생하여 그녀를 지켜줄 수 있을까?

### 제2화 메시지
- 방송 기간 : 1999년 12월 8일 - 1999년 12월 9일
- 각본 : 송지나
- 연출 : 이강훈, 김종혁
- 출연 : 송승헌, 최지우, 차승원, 이범수, 이나영
- 줄거리 : 준성(송승헌)과 인기(차승원)는 여자를 꼬시고 한달만에 버리는 플레이보이들이다. 준성이가 여자를 차버리던 날에 둘은 삐삐를 서로 바꾸게 되는데, 저녁 무렵 준성이가 가지고 있던 인기의 삐삐로 메시지 알림이 뜬다. 준성은 알고있던 인기의 삐삐 비밀번호를 사용해서 그 메시지를 듣게 되는데, 그것은 인기가 사귀고 차버렸던 민정(최지우)이라는 여자가 한달만에 남긴 음성 메시지인 것. 인기를 잊지 못하는 민정에게서 다음 날에도 음성 메시지가 날라오자, 준성은 민정이라는 여자에게 묘한 호기심을 가지게 된다. 준성은 답장을 보내고 싶지만, 그녀는 자신의 삐삐번호를 남기지 않는다. 다음날에도 또 이어지는 그녀의 음성 메시지에 준성의 그녀에 대한 관심은 커져가고, 마침내 그녀가 공연을 한다고 하는 소극장으로 찾아가는데, 준성은 목소리만으로도 민정을 단숨에 알아보지만...

### 제3화 유실물
- 방송 기간 : 1999년 12월 15일 - 1999년 12월 16일
- 각본 : 송지나
- 연출 : 이강훈, 김종혁
- 출연 : 송윤아, 허준호, 유지태, 한고은

### 제4화 오픈 엔디드
- 방송 기간 : 1999년 12월 22일 - 1999년 12월 23일
- 각본 : 송지나
- 연출 : 이강훈, 김종혁
- 출연 : 이미연, 이민우, 김형자

### 제5화 로즈
- 방송 기간 : 2000년 1월 5일 - 2000년 1월 6일
- 각본 : 송지나
- 연출 : 이강훈, 김종혁
- 출연 : 이경영, 김태연, 김정현, 정동환, 김미희, 장은비, 이상은

### 제6화 미스힙합 & 미스터록
- 방송 기간 : 2000년 1월 12일 - 2000년 1월 13일
- 각본 : 송지나
- 연출 : 이강훈, 김종혁
- 출연 : 소지섭, 배두나, 신성우

### 제7화 불면증, 메뉴얼 그리고 오렌지주스
- 방송 기간 : 2000년 1월 19일 - 2000년 1월 20일
- 각본 : 송지나
- 연출 : 이강훈, 김종혁
- 출연 : 김현주, 권오중, 김효진

### 제8화 기억의 주인
- 방송 기간 : 2000년 1월 26일 - 2000년 1월 27일
- 각본 : 송지나
- 연출 : 이강훈, 김종혁
- 출연 : 김태우, 박상아, 송선미

## 제작진

### 극본
- 송지나

### 연출
- 이강훈
- 김종혁

## 등장 인물

### 해바라기
- 이승연 : 승희 역
- 이병헌 : 태성 역
- 김선아 : 영은 역

### 메시지
- 송승헌 : 양준성 역
- 최지우 : 김민정 역
- 차승원 : 정인기 역
- 이나영 : 소영 역
- 이범수 : 창식 역

### 유실물
- 송윤아 : 정인 역
- 허준호 : 영만 역
- 유지태 : 윤석 역
- 한고은 : 수연 역

### 오픈 디앤드
- 이미연 : 자영 역
- 이민우 : 상호 역
- 이제니

### 로즈
- 김태연 : 지현 역
- 이경영 : 동재 역
- 김정현 : 성진 역
- 김미희
- 장은비
- 이상은

### 미스 힙합 미스터록
- 신성우 : 정우 역
- 배두나 : 영이 역
- 소지섭 : 철수 역

### 불면증, 매뉴얼 그리고 크리스마스
- 김현주 : 서영 역
- 권오중 : 기성 역
- 김효진
- 윤기원

### 기억의 주인
- 김태우
- 박상아
- 송선미